# Atlantis Is Calling (S.O.S. for Love)
Atlantis Is Calling (S.O.S. for Love) è un singolo del gruppo musicale tedesco dei Modern Talking, pubblicato nel 1986 come secondo estratto dal terzo album in studio Ready for Romance. Autore del brano Atlantis Is Calling (S.O.S. for Love) è Dieter Bohlen.
Il singolo, pubblicato su etichetta Hansa Records, raggiunse il primo posto delle classifiche in Germania e il secondo in Austria
Il brano si ritrova in varie raccolte del gruppo.

## Descrizione

### Testo
(Atlantis Is Calling (S.O.S. for Love)  (1986))
Si tratta di una canzone d'amore: il protagonista è convinto di avere ancora una chance con una ragazza, alla quale promette che non la ferirà mai più.

## Cover
Nel 2015 Gigione realizza una cover in napoletano dal titolo Assiettete 'nzino a me per l'album W la musica (Mea Sound, MEA CD 230).

## Tracce

### 45 giri[1][4]
1. Atlantis Is Calling (S.O.S. for Love) – 3:49 (Dieter Bohlen)
2. Atlantis Is Calling (S.O.S. for Love) (strum.) – 3:59 (Dieter Bohlen)

### 45 giri maxi[1][5]
1. Atlantis Is Calling (S.O.S. for Love) (Extended version) – 5:23 (Dieter Bohlen)
2. Atlantis Is Calling (S.O.S. for Love) (strum.) – 3:59 (Dieter Bohlen)

## Classifiche
| Classifica  | Posizione massima | Nr. di settimane |
| ----------- | ----------------- | ---------------- |
| Austria     | 2                 | 14               |
| Belgio      | 4                 | 12               |
| Francia     | 21                | 10               |
| Germania    | 1                 | 14               |
| Italia      | 13                |                  |
| Norvegia    | 8                 | 3                |
| Paesi Bassi | 6                 | 10               |
| Svezia      | 3                 | 3                |
| Svizzera    | 3                 | 10               |